# Ричи Де Лет
Ричард „Ричи“ Де Лет (на нидерландски: Richard "Ritchie" De Laet) е белгийски защитник, състезаващ се за Манчестър Юнайтед. Той е универсален защитник, способен да играе като централен защитник и ляв или десен бек. Първият му мач за Юнайтед е в последната игра за сезон 2008/2009 срещу Хъл Сити, тогава играе като ляв бек. Има два мача за националния отбор на Белгия.

## Кариера
Де Лет демонстрира завидни умения в атакуващ план като в същото време се справи прекрасно защитавайки се, което помогна на момчетата на Сър Алекс да запазят поредната „суха мрежа“.
Преди идването му на Олд Трафорд, белгийският футболист трябваше да прекара 18 месеца в Стоук, където така и не записа участие. След като се присъедини към „грънчарите“ за сумата от £100 000 през 2007 година от отбора на Роял Антверп, Ричи бе пратен под наем в Рексъм през есента на същата година, но успя да изиграе едва три мача заради многото конузии, които го преследваха по това време. Към края на престоя си в уелския клуб Де Лет трябваше да се подложи на две операции от херния.
Преди официалният му дебют в първия състав на Манчестър Юнайтед Ричи направи добро впечатление под ръководството на Оле Гунар Солскяер и бе част от отбора, който завоюва трофеят Торнео Калчо Мемориал Клаудио Саси-Сасуоло през април 2009.
Де Лет записа три мача за Юнайтед в Италия като дори реализира дузпа в полуфинала с Модена. Впоследствие „червените дяволи“ победиха Аякс с 1-0 и се поздравиха с ценното отличие.
Няколко дни след първото му участие във Висшата лига Ричи получи повиквателна от селекционера на Белгия за предстоящите тогава срещи от надпреварата Кирин Къп срещу Чили и Япония. Дебютът му в националния отбор бе при равенството 1-1 с Чили на 29 май.